# Siójut
Siójut là một thị trấn thuộc hạt Somogy, Hungary. Thị trấn này có diện tích 10,73 km², dân số năm 2010 là 607 người, mật độ 57 người/km².